# Cargolia albipuncta
Cargolia albipuncta är en fjärilsart som beskrevs av William Schaus 1901. Cargolia albipuncta ingår i släktet Cargolia och familjen mätare. Inga underarter finns listade i Catalogue of Life.